# Łukasz Czermiński (zm. po 1676)
Łukasz Czermiński herbu Wieniawa (zm. po 1676 roku)  – kasztelan zawichojski w latach 1662–1679, stolnik dorpacki w 1659 roku.
Syn Zofii z Kietlińskich. Żonaty z Teofilą Branicką i Zofią z Tarłów. Miał synów: Konstantego, Adama, Antoniego kasztelana małogojskiego. Był ojcem biskupa przemyskiego Łukasza Jacka. Miał córkę Zofię.
W 1669 roku był elektorem Michała Korybuta Wiśniowieckiego z województwa sandomierskiego. W 1674 roku był elektorem Jana III Sobieskiego z województwa sandomierskiego.
Marszałek sejmiku relacyjnego w 1661 roku i zjazdu 4 września 1668 roku. Poseł sejmiku opatowskiego na sejm 1662 roku.
Właściciel Rudy, Wesołej, Wygnanowa, Zarzyc Wielkich i części Zarzyc Małych w powiecie chęcińskim.